# Ely Culbertson
Pour les articles homonymes, voir Culbertson.
Ely Culbertson (22 juillet 1891 - 27 décembre 1955) était un expert américain de bridge et promoteur de ce jeu.
Il naquit à Poiana Vărbilău en Roumanie d'un ingénieur des mines américain et de sa femme cosaque.  Il fréquenta l'Université de Genève et aussi l'École des sciences économiques et politiques de Paris. Il épousa en 1923 Joséphine, une excellente joueuse de bridge, qui l'aida à remporter des victoires, à élaborer son système d'enchères au bridge, à organiser des challenges, et plus tard à exercer les métiers d'auteur et d'éditeur. Il fonda et édita Bridge World, un magazine, et écrivit de nombreux articles de journaux et de livres consacrés au bridge. Il divorça de Joséphine en 1938, et en même temps il abandonna les cartes.

## Publications
- Contract Bridge Blue Book sur les annonces (1930)
- Contract Bridge Red Book sur le jeu de la carte (1934)
- The Strange Lives of One Man (1940)
- The World Federation Plan (1942)
- Total Peace (1943)
- Must We Fight Russia? (1946)
- Culbertson on Canasta: a Complete Guide for Beginners and Advanced Players With the Official Laws of Canasta (1949)